# Josip Farčić
Josip Farčić (in serbo Јосип Фарчић?; Blato, 1º  gennaio 1945) è un ex cestista jugoslavo.

## Palmarès
- YUBA liga: 1

Partizan Belgrado: 1975-76